# Südwestfälische Industrie- und Handelskammer zu Hagen

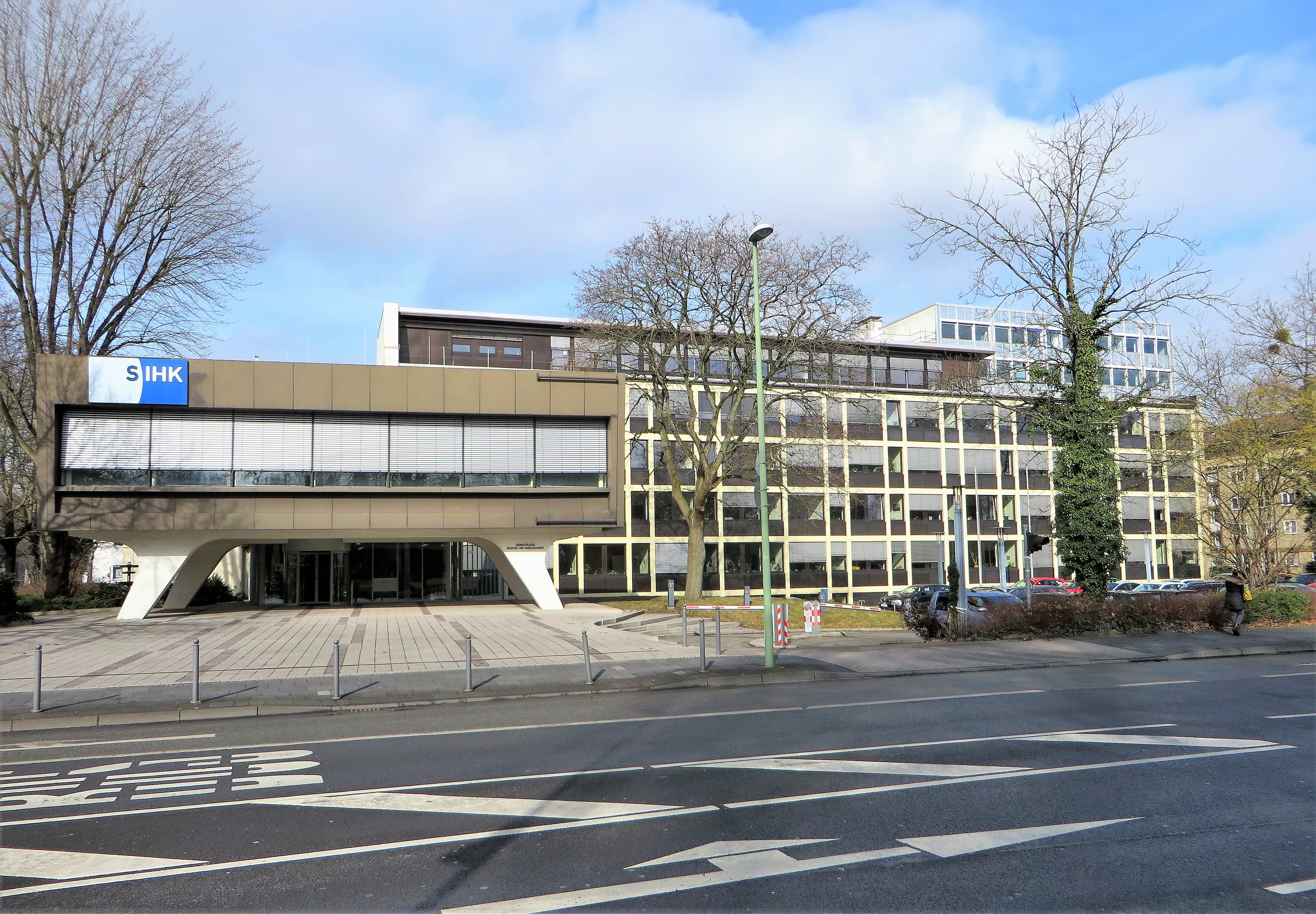
SIHK Hagen

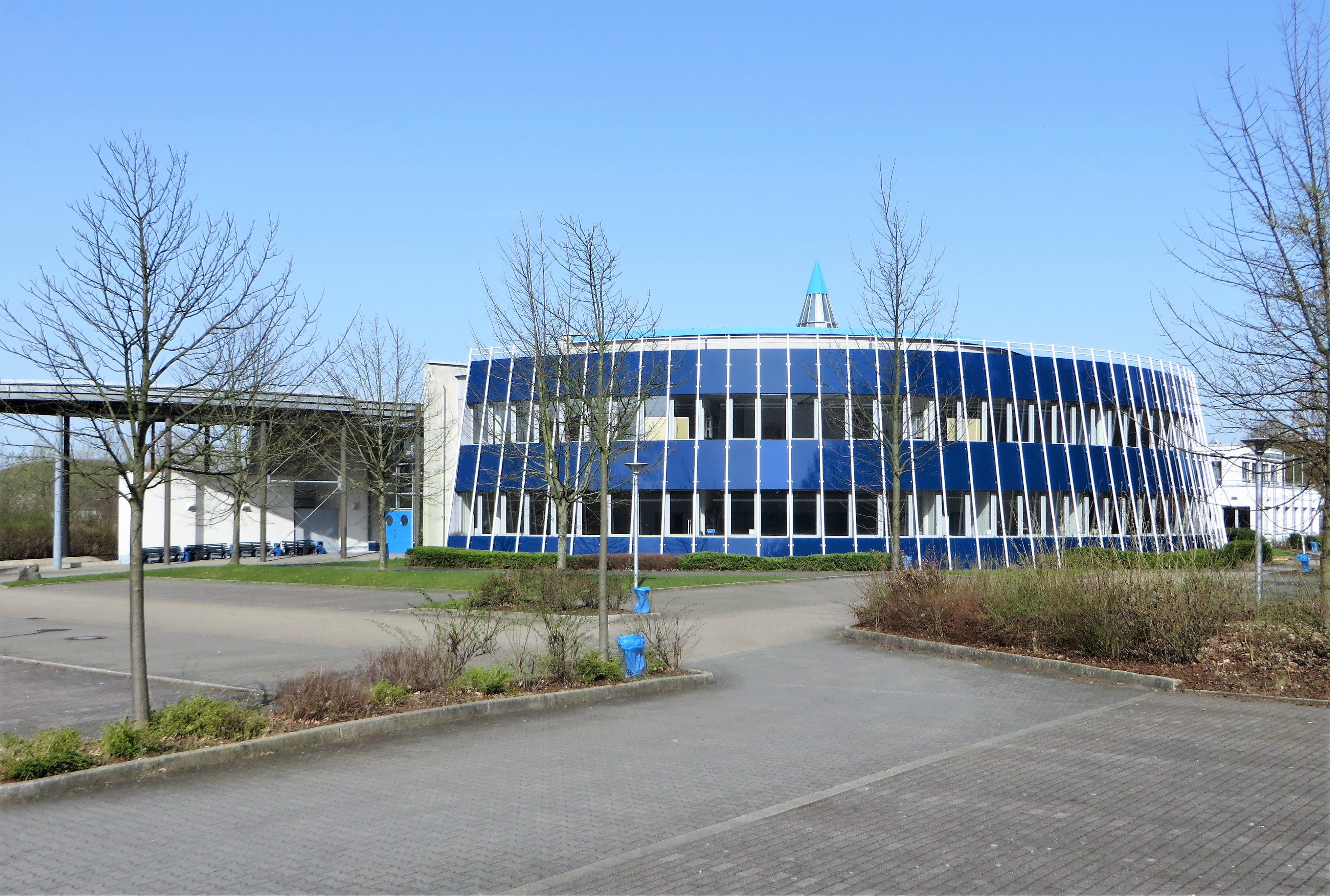
Bildungszentrum der SIHK in Hagen

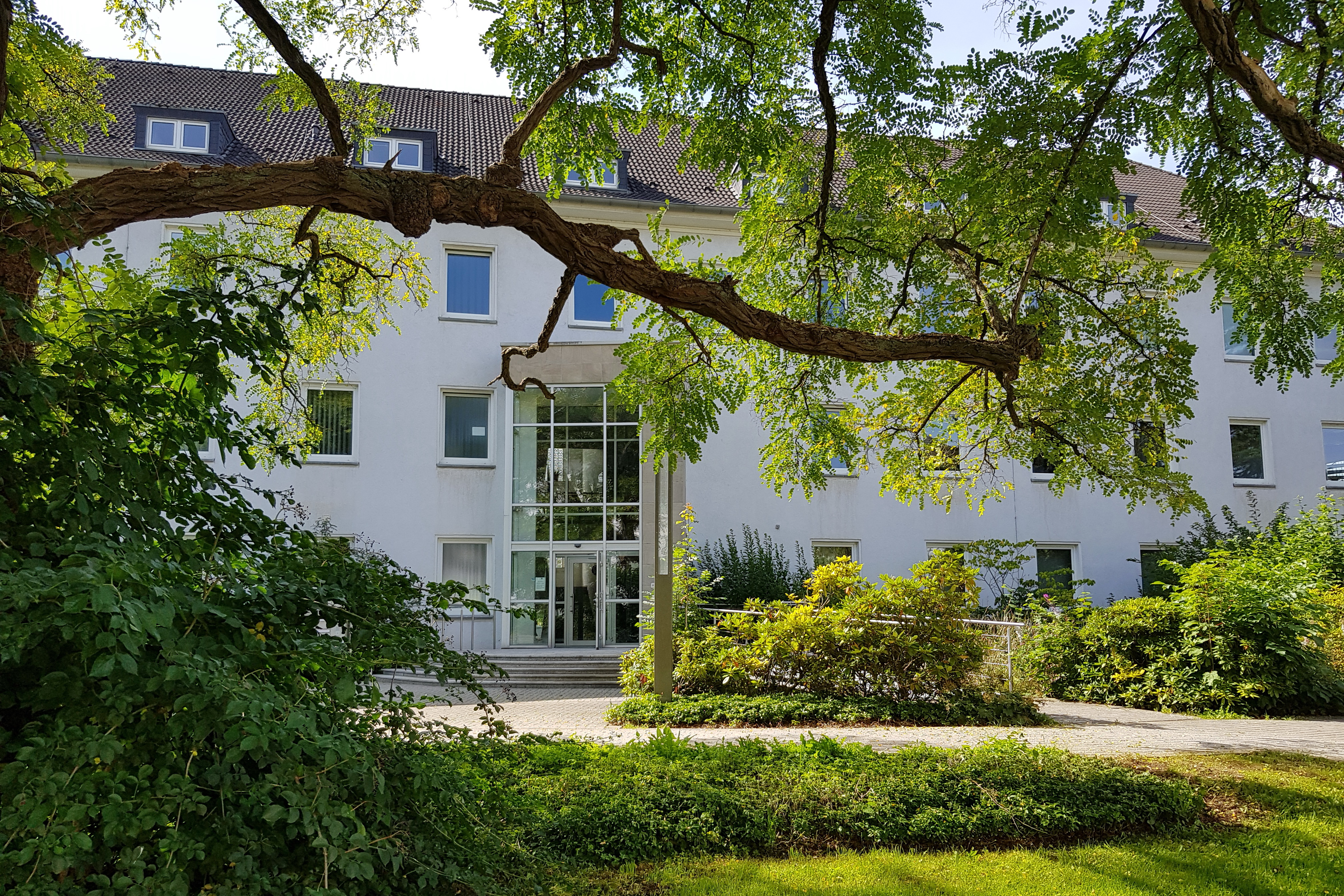
SIHK-Geschäftsstelle Iserlohn

Die Südwestfälische Industrie- und Handelskammer zu Hagen, kurz SIHK, ist eine Industrie- und Handelskammer mit Sitz in Hagen und Geschäftsstellen in Iserlohn und Lüdenscheid. Sie wurde 1844 gegründet.
Ihr Zuständigkeitsbereich umfasst Hagen, den Märkischen Kreis und den Ennepe-Ruhr-Kreis mit Ausnahme der Städte Witten und Hattingen. Sie zählt rund 45.000 Betriebe als Pflichtmitglieder (Stand: Oktober 2020). Präsident ist Ralf Stoffels. Hauptgeschäftsführer ist Ralf Geruschkat.

## Geschichte
Erste Vorbereitungen zur Gründung einer Handelskammer der Grafschaft Mark fanden schon 1827 statt. Erster Präsident war Johann Caspar Harkort V.